# Valdes Island
Valdes Island är en ö i Kanada.   Den ligger i Cowichan Valley Regional District och provinsen British Columbia, i den sydvästra delen av landet, 3 600 km väster om huvudstaden Ottawa. Arean är 23,0 kvadratkilometer.
Terrängen på Valdes Island är platt. Öns högsta punkt är 211 meter över havet. Den sträcker sig 12,8 kilometer i nord-sydlig riktning, och 9,0 kilometer i öst-västlig riktning.
Runt Valdes Island är det glesbefolkat, med 17 invånare per kvadratkilometer.